# Анабар (дистрикт)
Анабар (наур. Anabar) је дистрикт у Науруу. Он је део изборне јединице Анабар. Налази се на североистоку острва, граничи се са дистриктом Ева и Баити на југозападу, са Ијувом на југоистоку и са дистриктом Анибаре. Простире се на површини од 1,5 квадратних километара и има популацију од 810 становника.
Анабар је име добио по истоименом селу, према Паулу Хамбручу име Анабар у преводу значи мали свет или тврд као стена.

## Насеља
До 1968. године на данашњој територији округа било је подручје где се налазило 15 села.
| Историјска села Анабара |
| ----------------------- |
| Адибор                  |
| Аеибур                  |
| Анабар                  |
| Араро                   |
| Ареб                    |
| Атебар                  |
| Атибујинор              |
| Атовонг                 |
| Багетареор              |
| Бодеади                 |
| Еатериери               |
| Имветејунг              |
| Вереда                  |
| Јатерангиа              |
| Јувиненгин              |

## Познати људи
- Лудвиг Скоти - председник Науруа 2003. године, а од 2004. до 2007. године представља Анабар у парламенту Науруа.